# Thysanus ater
Thysanus ater is een vliesvleugelig insect uit de familie Signiphoridae. De wetenschappelijke naam is voor het eerst geldig gepubliceerd in 1840 door Walker.